# Carlos Felipe de Noailles
Charles Philippe Henri de Noailles (9 de septiembre de 1808 - 25 de noviembre de 1854) fue un noble francés que ostentó el título de Duque de Mouchy y Príncipe de Poix.

## Biografía
Era hijo de Antonio Claudio de Noailles (1777-1846), Duque de Mouchy, y de Mélanie de Talleyrand-Périgord (1785-1863).
El 6 de abril de 1834 contrajo matrimonio con Ana María de Noailles, hija del vizconde Alfredo Luis de Noailles y de Rosa Carlota de Noailles. 
Tuvieron dos hijos:
- Antonin-Just-Léon-Marie de Noailles (1841–1909), duque de Mouchy y príncipe de Poix. Contrajo matrimonio en 1865 con la princesa Ana Murat.

- François Marie Olivier Charles de Noailles (1843-1861).

| Predecesor: Antonio Claudio de Noailles | Duque de Mouchy 1846 - 1854 | Sucesor: Antonio de Noailles |

- Datos: Q2959992